# Júnior MasterChef Austrália
Júnior MasterChef Austrália é um reality show australiano de culinária. É um spin-off de MasterChef Austrália, uma adaptação do MasterChef britânico. É formado por concorrentes com idade entre 8 a 13 Anos. A primeira temporada do show começou a ser produzido em julho de 2010 e contava com 50 competidores. Mais de 5.000 crianças de toda Austrália fizeram o teste para a série.
Gary Mehigan e George Calombaris retornaram ao lado de Anna Gare, enquanto Matt Moran foi substituído por Matt Preston como juiz. Callum Hann também esteve envolvido na série.
Em contraste com a série original, Junior MasterChef Austrália é produzido pela Shine Austrália. A anúncio da série foi exibido durante o episódio final da 2ª temporada do MasterChef Austrália. A série estreou no dia 12 de setembro de 2010.

## Mudanças
Na série Júnior, os competidores não são eliminados todas as semanas, embora quatro sejam eliminados ao mesmo tempo de forma que sejam escolhidos os 12 melhores. Cada participante eliminado recebe uma gama de prêmios.

## Temporadas

### Primeira Temporada
A produção de uma versão Júnior do show foi inicialmente sugerida em outubro de 2009. A primeira série da show, composta por participantes entre 8-12 anos de idade, foi filmada após a segunda temporada de MasterChef Austrália e começou a ser exibida em 12 de setembro de 2010 no Ten. Em contraste com a série anterior, Junior MasterChef Austrália foi produzido por Shine Austrália. Isabella Bliss, 12 anos de idade, ganhou o concurso tornando-se a primeira Junior Masterchef Austrália.

### Segunda Temporada
Junior MasterChef foi oficialmente renovado em 15 de Novembro de 2010, devido às avaliações fortes positivas recebidas, para ter uma segunda temporada em 2011. As filmagens começaram em 28 de julho de 2011, sendo a estréia em outubro de 2011. Com 11 anos de idade, Greta Yaxley da Austrália Ocidental conquistou o título Junior MasterChef em 2011.